# Navétanes (sport)
Pour l’article homonyme, voir Navétanes.
Les Navétanes sont des pratiques sportives informelles très populaires au Sénégal, qui se déroulent pendant la saison des pluies (nawete en wolof), en marge des fédérations.
Leur appellation se rattache à celle des navétanes, les migrants saisonniers du bassin arachidier. 

## Histoire
Elles sont apparues dans les années 1950.

### Filmographie
- Khandalou, le club navétane, court métrage documentaire réalisé par Thioro Samb Alassane, Sénégal, Média-Centre de Dakar, 1998
- La Mousson des champions, film d'Olivier Montlouis